# Joachim Broy
Joachim Broy (* 15. Juli 1921 in Breslau; † 23. Oktober 2003) war ein deutscher Heilpraktiker.

## Leben
Broy studierte Biotechnik bis zum Ausbruch des Zweiten Weltkrieges. Nach dem Krieg ließ er sich in München nieder. Dort ließ er sich zum Heilpraktiker ausbilden. Von Beginn an engagierte sich Joachim Broy intensiv im Landesverband Bayern des Fachverbandes Deutscher Heilpraktiker.
Da sich Joachim Broy besonders für die sogenannte „Biochemie“ nach Wilhelm Heinrich Schüßler interessierte, gründete er einen „Arbeitskreis für praktische Biochemie“. Den zwölf Schüßler-Salzen und den bisher bekannten 15 Ergänzungsmitteln fügte Joachim Broy weitere sieben Salze hinzu, diese Ergänzungs-Salze sind jedoch nicht unter der Marke Dr. Schüßler Salze zu beziehen.
Joachim Broy war Autor zahlreicher Veröffentlichungen im Bereich der Alternativmedizin.